# Turgutlu (stad)
Turgutlu is een stad in de Turkse provincie Manisa.
Bij de volkstelling van 2007 telde Turgutlu 111.166 inwoners.
De stad werd tijdens de Grieks-Turkse Oorlog in 1922 grotendeels verwoest, waarbij meer dan 1000 inwoners om het leven kwamen.